# Attractions des parcs Disney
Les attractions destinées au premier parc à thèmes de Walt Disney, Disneyland ouvert en Californie, le 17 juillet 1955, ont été conçues par la société WED Enterprises créée à cet effet par Walt Disney et transformée en Walt Disney Imagineering en 1984.

Ces attractions ont établi de nouveaux standards de qualité et de finition et des technologies nouvelles ont été développées pour renforcer leur originalité :
- les audio-animatronics
- les omnimovers
- les simulateurs de vols
- les cinémas à 360°

La société a ainsi produit plus de 150 attractions différentes.

Seules quelques-unes ont été achetées à partir des années 1990, surtout pour le parc Disney California Adventure.

## Liste des attractions par type
Dans les listes suivantes, les noms en italique indiquent que l'attraction est fermée.

### Les attractions emblématiques
- Les châteaux
  - Le Château de la Belle au Bois Dormant
  - Le Château de Cendrillon
- La rue principale
  - Main Street, USA
  - Les équivalents
    - Discovery Island
    - Front Lot
    - Hollywood Boulevard

### Les cinémas
- Les cinémas "circulaires"
  - Sur 360°
    - O Canada !
    - Reflections of China / Wonders of China
    - Le Visionarium / Timekeeper

  - Sur 200°
    - Impressions of France
- Les cinémas avec effets spéciaux
  - CinéMagique
  - Circle of Life: An Environmental Fable
  - The Hall of Presidents
  - Symbiosis
  - Turtle Talk with Crush (interactif)
- Les cinémas en relief
  - 3D Jamboree, présenté à Disneyland du 16 juin 1956 à 1982, comprenait des extraits de Les Cacahuètes de Donald et Melody (1953) et[1]
  - Magic Journeys
  - Captain EO
  - Chérie, j'ai rétréci le public (Honey, I Shrunk The Audience)
  - It's Tough to be a Bug!
  - Muppet*Vision 3D
- Les autres cinémas
  - Horizons
  - Stitch's Great Escape! / Stitch Encounter
  - Universe of Energy (salles de cinéma mobile)

### Les croisières et autres promenades sur l'eau
- Les croisières
  - El Rio del Tiempo / La Rivière du Temps / Gran Fiesta Tour Starring The Three Caballeros
  - It's a Small World
  - Jungle Cruise
  - Living with the Land / Listen to the Land
  - Sindbad's Storybook Voyage
  - Storybook Land Canal / Le Pays des Contes de Fées
- Les croisières fluviales
  - DisneySea Transit Steamer Line
  - Mark Twain Riverboat / Liberty Square Riverboat / Thunder Mesa Riverboat Landing
  - Sailing Ship Columbia
- Les croisières rapides
  - Maelström
  - Pirates of the Caribbean
- Les promenades en canoë
  - Davy Crockett Explorer Canoes / Beaver Brothers Explorer Canoes / Indian Canoes
  - Venitian Gondolas
- Les rivières rapides en radeau pneumatique (whitewater rapids)
  - Grizzly River Run
  - Kali River Rapids
- Les rivières rapides en tronc (Log Flume)
  - Splash Mountain

### Les expositions et les coulisses
- Behind the Seeds Tour
- The Disney Gallery
- Earth Station
- Global Neighborhood
- New Global Neighborhood
- One Man's Dream
- TransCenter

### Les manèges
- Les Carrousels des parcs Disney:
  - Castle Carrousel
  - Caravan Carousel
  - Cinderella Carousel
  - Cinderella's Golden Carousel
  - Carrousel de Lancelot
  - King Arthur Carrousel
  - King Triton's Carousel
- Cars Quatre Roues Rallye
- Dumbo the Flying Elephant
- Mad Hatter's Tea Cups / Mad Tea Party / Alice's Tea Party / The Whirlpool
- Orbitron / Astro Orbiter / Astro Orbitor
- Scuttle's Scooter
- Tapis Volants d'Aladdin / Magic Carpets of Aladdin
- TriceraTop Spin

### Les montagnes russeset autres attractions fortes
- Les montagnes russes
  - Big Grizzly Mountain Runaway Mine Cars
  - Big Thunder Mountain
  - California Screamin'
  - Expedition Everest
  - Indiana Jones et le Temple du Péril
  - Matterhorn Bobsleds
  - RC Racer
  - Raging Spirits
  - Rock 'n' Roller Coaster
  - Seven Dwarfs Mine Train
  - Space Mountain et Space Mountain: Mission 2
- Les Wild Mouses
  - Crush's Coaster
  - Mulholland Madness
  - Primeval Whirl
- Les montagnes russes junior
  - Barnstormer
  - Casey Jr - Le petit train du cirque
  - Flounder's Flying Fish Coaster
  - Gadget's Go Coaster
- Les chutes libres
  - Maliboomer
  - Tower of Terror / Tour de la Terreur

### Les parcours scéniques
- Les parcours scéniques simples
  - Alice in Wonderland
  - The Great Movie Ride
  - Many Adventures of Winnie the Pooh / Pooh's Hunny Hunt
  - Mr. Toad's Wild Ride
  - Peter Pan's Flight
  - Les voyages de Pinocchio / Pinocchio's Daring Journey
  - Roger Rabbit's Car Toon Spin
  - Snow White's Scary Adventures / Snow White's Adventures / Blanche-Neige et les sept Nains
  - Superstar Limo
- Les parcours scéniques en omnimover
  - Haunted Mansion / Phantom Manor
  - Horizons
  - Journey Into Imagination (3 versions)
  - Spaceship Earth
  - The Seas with Nemo & Friends
  - World of Motion
- Les parcours scéniques en véhicules motorisés
  - Autopia / Grand Prix Raceway
  - Finding Nemo Submarine Voyage
  - Journey to the Center of the Earth
  - Kilimanjaro Safaris
  - Main Street Vehicles
  - Studio Tram Tour
  - Submarine Voyage
  - Test Track
  - 20,000 Leagues Under the Sea (version originale)
  - 20,000 Leagues Under the Sea (version de Tokyo DisneySea)
- Les parcours scéniques en véhicules à mouvements renforcés (Enhanced Motion Vehicle)
  - Dinosaur
  - Indiana Jones: Temple of the Forbidden Eye
  - Indiana Jones Adventure: Temple of the Crystal Skull
- Les jeux interactifs 3D à bord d'omnimover
  - Buzz Lightyear's Astro Blasters / Buzz Lightyear Laser Blast / Buzz Lightyear's Space Ranger Spin
  - Monsters, Inc. : Mike & Sulley To The Rescue!
  - Toy Story Mania

### Les promenades-expositions
C'est le principe anglo-saxon du Walk-trough : l'attraction est un décor que le visiteur doit traverser à pied pour se plonger dans l'atmosphère ou admirer les tableaux.
On peut le rapprocher du principe des musées appliqué aux parcs d'attractions et/ou à thèmes.
- Alice's Curious Labyrinth
- Chip'n Dale Treehouse
- Cretaceous Trail
- Discovery Island Trail
- La Galerie de la Belle au Bois Dormant
- Liberty Arcade & Tableau
- Discovery Arcade
- Innoventions
- Maharajah Jungle Trek
- Main Street, USA / World Bazaar
- Maison du Futur de Monsanto
- Les Mystères du Nautilus
- The Oasis Exhibits
- Pangani Forest Trail
- Le Passage enchanté d'Aladdin
- Snow White Grotto
- Swiss Family Treehouse / La Cabane des Robinsons / Tarzan's Treehouse

### Les simulateurs
- Les simulateurs de vol aérien
  - Soarin' Over California
  - Star Tours
  - StormRider
- Les simulateurs de vol spatial
  - Mission : Space
- Autres simulateurs
  - Alien Encounter
  - Armageddon : Les Effets Spéciaux
  - Body Wars

### Les spectacles
- Les spectacles musicaux
  - Country Bear Jamboree / Country Bear Theater
  - Enchanted Tiki Room
  - Food Rocks
  - Kitchen Kabaret
  - Mickey Mouse Revue
  - Mickey's PhilharMagic
  - Monsters, Inc. Laugh Floor
- Les spectacles de cascades
  - Indiana Jones Stunt Spectacular
  - Moteurs, Action! / Lights, Motors, Action!
- Les autres spectacles
  - Flights of wonders
- Les comédies musicales

- Les parades diurnes, nocturnes et spectacles nocturnes

### Les trains
- Les trains de grande taille encerclant le parc
  - Disneyland Railroad à Disneyland en Californie
  - Disneyland Railroad au Parc Disneyland
  - Hong Kong Disneyland Railroad à Hong Kong Disneyland
  - Walt Disney World Railroad au Magic Kingdom en Floride
  - Western River Railroad à Tokyo Disneyland
- Autre train de grande taille
  - Wildlife Express Train à Disney's Animal Kingdom
- Les attractions avec des trains
  - Casey Jr, le petit train du cirque
  - Heimlich's Chew Chew Train
  - Mine Train through Nature's Wonderland fermé en 1977.
  - PeopleMover fermé en 1995
- En dehors des parcs
  - Disney's Fort Wilderness Railroad fermé en 1977